# Тома Барух
Тома Барух (фр. Thomas Baroukh, нар. 15 грудня 1987, Ле-Шене, Франція) — французький веслувальник, бронзовий призер Олімпійських ігор 2016 року.

## Виступи на Олімпіадах
| Олімпіада           | Дисципліна           | Місце |
| ------------------- | -------------------- | ----- |
| Лондон 2012         | четвірка, легка вага | 7     |
| Ріо-де-Жанейро 2016 | четвірка, легка вага | 3     |

## Зовнішні посилання
- Тома Барух — олімпійська статистика на сайті Sports-Reference.com (англ.) (архівна версія)

1. ↑  Thomas Baroukh